# 蘇澳隧道
蘇澳隧道為台灣宜蘭縣蘇澳鎮的一座隧道，位於台9線上，屬蘇花公路改善計畫的蘇澳－東澳路段，全長254公尺，雙孔單向設計，速限最高50公里，本隧道開放小客車、大客車及大貨車（全聯結車、載運汽柴油或強酸鹼溶液等載運危險物品類的車輛禁行）行駛。2021年9月30日中午12點起試辦開放大型重型機車通行至2022年3月30日，2022年9月1日起正式開放大型重型機車行駛。

## 工程介紹
北接蘇港路（左轉台9線，右轉台2線），貫穿中央山脈金面山，南出隧道後為蘇澳路堤，往南以白米高架橋跨越永春路後沿白米河左側堤岸佈設，於里程2k+500附近跨越白米河銜接白米脊背景觀橋，中興工程顧問股份有限公司設計監造。

## 特色
北上線左側車道為小型車車道、右側車道為大型車車道，隧道南口設有地磅站及大客車檢查哨。

## 外部連結
- 20190804台9線(蘇花改，蘇澳～東澳，附路線圖)﹝宜蘭蘇澳、南澳﹞ 萌芽悠遊網 （页面存档备份，存于）